# Église Saint-Fursy d'Authuille
Pour les articles homonymes, voir Église Saint-Fursy.
 (janvier 2019).
L'église Saint-Fursy d'Authuille est située à Authuille, dans le département de la Somme, au nord d'Albert.

## Historique
L'église actuelle d'Authuille remplace un édifice détruit pendant la Première Guerre mondiale. La reconstruction de l'édifice fit l'objet de plusieurs projets : celui de 1922, de l'architecte Paul Albert Pocheron fut refusé à cause de son coût trop élevé ; celui de 1932 d'une reconstruction à l'identique fut également repoussé ; ce fut celui de Robert Rigaud en 1933 qui fut accepté. Les travaux furent achevés en 1936.

## Caractéristiques
L'église a été reconstruite en brique selon un plan basilical traditionnel, son toit est couvert de tuiles en cuivre. Son aspect extérieur a été particulièrement soigné par l'utilisation de briques rouges et jaunes agencées en damier ou en mosaïque. Le plan et la décoration extérieure et intérieure s'inspirent du style gothique. La décoration intérieure est due pour les vitraux à Gérard Ansart et à l'atelier Darquet. Ils représentent dans la nef, les stations du chemin de croix, dans le chœur la Crucifixion et à la tribune le Christ en majesté. Le mobilier a été dessiné par Pierre Ansart architecte-décorateur amiénois et père de Gérard Ansart. Pierre Ansart est également l'auteur de l'autel décorée de sgraffite.
L'édifice est à vaisseau unique et à chevet plat. Le clocher-porche est orné d'une statue représentant saint Fursy œuvre du sculpteur André Morel.
L'intérieur de l'église se caractérise par le dépouillement ; le décor se limite aux verrières et à la polychromie des briques apparentes des arcs des voûtes et de la partie basse des murs.

## Photos

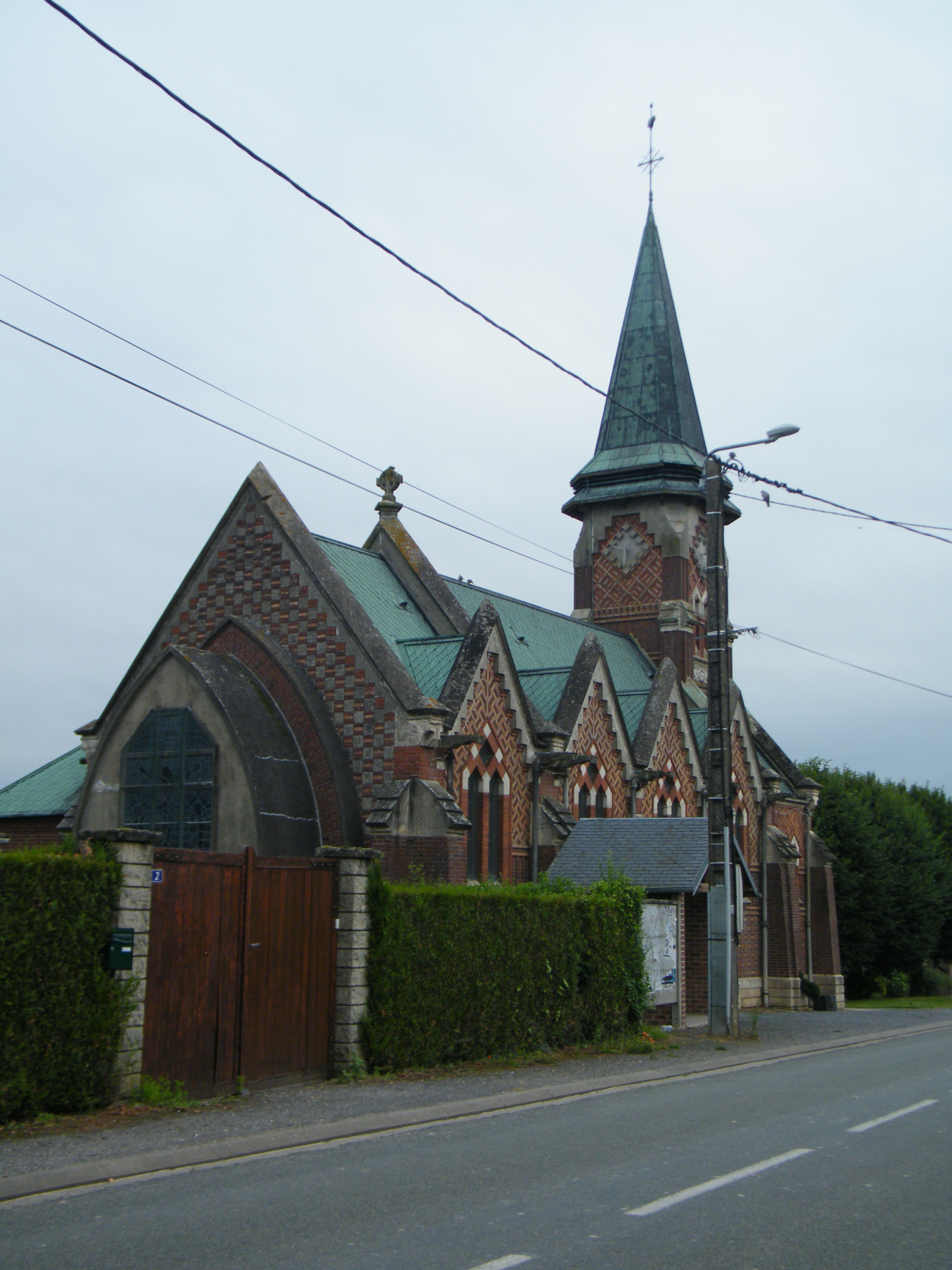
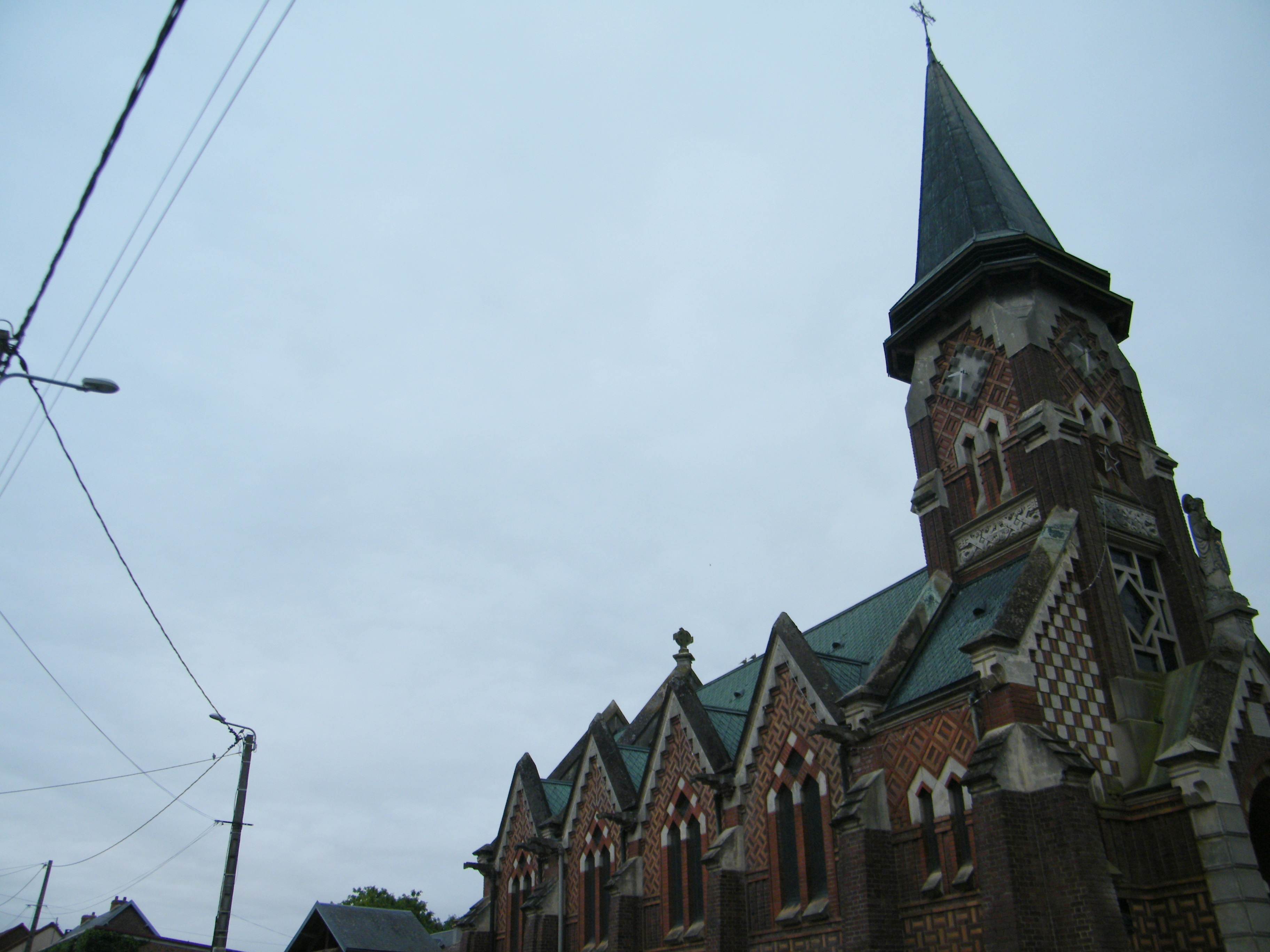
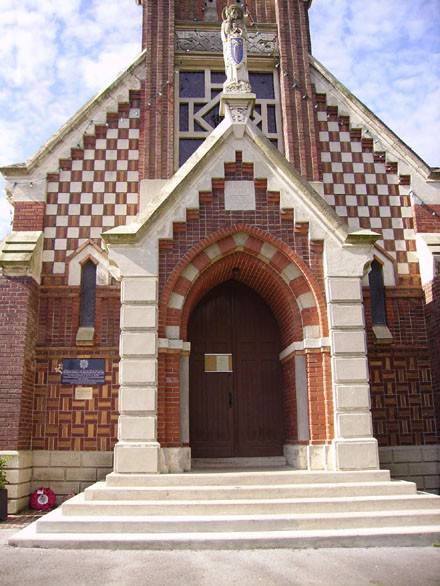